# Al Teeter
Almon R. Teeter ou Al Teeter (26 mai 1913, Los Angeles - 1er mai 1994, Harper, Kansas) était un acteur et technicien du son américain

## Filmographie

### Acteur
- 1933 : Beer and Pretzels
- 1936 : Walking on Air

### Montage sonore
- 1946 : Suspense
- 1948 : Danny, le petit mouton noir
- 1949 : Le Crapaud et le Maître d'école
- 1950 : Cendrillon
- 1951 : Alice au pays des merveilles
- 1953 : Peter Pan
- 1954 : La Grande Prairie